# Nedachlebice
Nedachlebice är en ort i Tjeckien.   Den ligger i distriktet Okres Uherské Hradiště och regionen Zlín, i den östra delen av landet, 260 km öster om huvudstaden Prag. Nedachlebice ligger 206 meter över havet och antalet invånare är 798.
Terrängen runt Nedachlebice är huvudsakligen lite kuperad. Nedachlebice ligger nere i en dal. Runt Nedachlebice är det ganska tätbefolkat, med 166 invånare per kvadratkilometer. Närmaste större samhälle är Zlín, 15,3 km norr om Nedachlebice. Trakten runt Nedachlebice består till största delen av jordbruksmark.